# 30060 Davidseong
30060 Davidseong è un asteroide della fascia principale. Scoperto nel 2000, presenta un'orbita caratterizzata da un semiasse maggiore pari a 2,3916730 UA e da un'eccentricità di 0,1527496, inclinata di 2,19217° rispetto all'eclittica.